# Stewart Brand
Stewart Brand (Rockford, 14 dicembre 1938) è un saggista statunitense, autore, curatore editoriale, e creatore del Whole Earth Catalog e di CoEvolution Quarterly.
Brand fu inoltre cofondatore della comunità virtuale The Whole Earth 'Lectronic Link (The WELL) con Larry Brilliant. Brand è celebre anche come l'editor di brillanti pensatori, ora noti al grande pubblico, all'inizio delle loro carriere. Ha fatto parte del gruppo di futurologi che hanno partecipato alla preparazione del film Minority Report.
A lui si deve il riconoscimento di aver coniato il termine "personal computer" nel suo libro "Two Cybernetic Frontiers", un'intuizione che nel 1974 era vera e propria avanguardia.

## Biografia

### Origini e formazione
I genitori lo iscrissero alla Phillips Exeter Academy, proseguì gli studi in biologia alla Stanford University dove si laureò nel 1960. Nell'esercito americano fu paracadutista e istruttore; fu qui, come disse in seguito, che acquisì le sue capacità organizzative. Di nuovo civile, nel 1962, studiò design al San Francisco Art Institute, fotografia al San Francisco State College e partecipò ad uno studio approvato sull'LSD allora legale, a Menlo Park. Brand ha sempre vissuto in California da quegli anni. Attraverso ricerche e viaggi nelle riserve indiane, il biologo artista Brand ha familiarizzato con i Nativi Americani dell'America occidentale. I nativi americani sono rimasti uno dei suoi principali interessi culturali, spesso riemersi in vari modi nel lavoro di Brand lungo gli anni.

### Le prime attività
Dalla metà degli anni sessanta, ha fondato un'associazione insieme all'autore Ken Kesey, i "Merry Pranksters", e ha poi prodotto a San Francisco il Trips Festival, un tentativo pionieristico di mescolare rock e spettacoli luminosi.
Nel 1966, Brand iniziò una campagna pubblica per condurre la NASA a rilasciare le controverse immagini della Terra vista dallo spazio. Pensava che le immagini del nostro pianeta sarebbero divenute un simbolo potente. Nel 2003 Brand ha spiegato in un'intervista che l'immagine “diede il senso della Terra come di un'isola, circondata da un sacco di spazio inospitale. Ed è così grafica, questa piccola icona blu, bianca, verde e marrone, che ricorda un gioiello in un vuoto nero senza speranza.” Era durante questa sua campagna che incontrò Richard Buckminster Fuller, che si offrì di aiutarlo. Nel tardo 1968, Brand assisteva l'ingegnere elettrico Douglas Engelbart con The Mother of All Demos, una celebre presentazione di molte tecnologie rivoluzionarie, incluso il mouse, al Fall Joint Computer Conference di San Francisco.
Brand ritenne che, data la conoscenza, l'informazione e gli strumenti, gli esseri umani avrebbero ridisegnato il mondo che avevano creato (e stavano creando) in qualcosa di sostenibile dal punto di vista ambientale e sociale. Il fatto che i suoi amici fossero costruttori, progettisti e ingegneri di certo influenzò il suo ragionamento.

### IlWhole Earth Catalog
Nel 1968 con strumenti molto essenziali e l'aiuto dei suoi collaboratori riuscì a mettere insieme il primo numero del Whole Earth Catalog. Quel primo enorme Catalog, e i suoi successori degli anni settanta e oltre, ricordavano tutto quello che poteva rilevarsi uno “strumento” utile: libri, mappe, attrezzi da giardino, abbigliamento specializzato, attrezzi da falegname e da muratore e da boscaiolo, tende, strumenti per l'idraulica, giornali specializzati, i primi sintetizzatori e personal computer – la lista fu lunga e quasi infinita. Brand chiedeva "commenti" dai migliori esperti dei vari settori, ma come se scrivessero a un amico. L'informazione si completava con il luogo in cui trovare o acquistare ogni cosa. La pubblicazione del Catalog coincise con l'onda dello sperimentalismo, dell'anticonvenzionalismo e del "fai da te" che si legò alla "controcultura". In una delle sue ultime apparizioni in pubblico, Steve Jobs ha concluso il suo discorso di apertura alla Stanford University del 2005, citando la frase "Stay Hungry, Stay Foolish"  contenuta nell'ultimo numero del Catalog: da allora la frase è divenuta famosissima e spesso viene erroneamente attribuita a Jobs.
L'influenza del Whole Earth Catalog sul movimento culturale del ritorno alla terra proprio degli anni settanta ed i movimenti comunitari propri di molte città fu vasto e sentito negli Stati Uniti, in Canada ed oltre. Un'edizione del 1972 fu venduta in 1.5 milioni di copie e vinse negli Stati Uniti il National Book Award. Fu qui che molte persone conobbero le possibilità dell'energia alternativa (solare, eolica, idrica su piccola scala, geotermica) proprio grazie al Catalog. (vedi anche energia rinnovabile.)

### IlCoEvolution Quarterly
Per seguire il lavoro e pubblicare articoli completi nel campo delle scienze naturali e sulle scoperte in numerosi campi delle arti e delle scienze sociali con un occhio alla scena contemporanea, Brand creò il “CoEvolution Quarterly” nel 1974, dedicato soprattutto al lettore avveduto e colto. Brand rivelò il suo obiettivo e la speranza soprattutto quando trascrisse, nel numero 4 di “CoEvolution Quarterly”, un intervento dello storico della tecnologia Lewis Mumford, “La prossima trasformazione dell'uomo,” che conteneva l'affermazione: “… l'uomo ha dentro di sé ancora abbastanza risorse per alterare la direzione della civiltà moderna, per questo noi non dobbiamo più guardare all'uomo come ad una vittima passiva del proprio sviluppo tecnologico.”
Il contenuto del “Quarterly” spesso ha attraversato le acque inquiete del futurismo o i vicoli incerti della vita moderna. Oltre a dar voce a ignoti autori con qualcosa di interessante da dire, Brand presentò articoli di autori e pensatori degni di grande nota, tra i quali Lewis Mumford, Howard T. Odum, Witold Rybczynski, Karl Hess, Christopher Swan, Orville Schell, Ivan Illich, Ursula K. Le Guin, Gregory Bateson, Amory Lovins, Hazel Henderson, Gary Snyder, Lynn Margulis, Peter Calthorpe, Sim Van der Ryn, Paul Hawken, John Todd, J. Baldwin, Kevin Kelly (futuro editor di Wired), e Donella Meadows. Negli anni successivi, Brand scrisse e curò numerosi libri su temi che andavano dai media basati sui computer alla storia della vita degli edifici o alle idee sulle colonie spaziali.

### Le esperienze politiche e le altre attività culturali
Tra il 1977 e il 1979, Brand divenne "special advisor" nell'amministrazione del Governatore della California Jerry Brown. Nel 1985, Brand e Larry Brilliant fondarono The WELL ("Whole Earth 'Lectronic Link"), un prototipo di comunità virtuale ad ampio raggio per partecipanti intelligenti ed informati di tutto il mondo. Nel 1990 The WELL ha vinto il premio Best Online Publication Award della Computer Press Association. Nel 1986, Brand fu scienziato in visita al Media Laboratory at MIT. Quindi divenne organizzatore di conferenze private per aziende come Royal Dutch/Shell, Volvo, e AT&T. Nel 1988, divenne cofondatore della Global Business Network, che si occupa di esplorare futuri globali e strategie operative formate ai valori e alle forme che Brand ha sempre concepito come vitali. GBN ha ottenuto un ruolo di primo piano nell'evoluzione e nell'applicazione del pensiero e nella pianificazione di scenari e degli strumenti complementari. Brand ha anche partecipato al consiglio direttivo Santa Fe Institute (fondato nel 1984), un'organizzazione dedicata a "promuovere una comunità di ricerca scientifica multidisciplinare per ampliare i confini della scienza." Ha anche continuato a promuovere la difesa delle foreste.
Nel 2003 disse in un'intervista: “questa [Terra] è tutto quello che abbiamo e dobbiamo farla funzionare bene. Non abbiamo un esemplare di riserva.” Comunque, più recentemente ha iniziato, nel 2005, a criticare lo stesso movimento ambientale che aveva inizialmente promosso. Un suo articolo inititolato Environmental Heresies apparve nel maggio May 2005 sulla rivista del MIT Technology Review mostrando il suo punto di vista su quelli che egli considera come cambiamenti necessari nel movimento ambientalista.
Alcuni recenti aforismi di Brand (sui quali egli stesso ha lavorato) sono: "Il sempre più ristretto intervallo di attenzione della civiltà non si sposa bene con il ritmo dei problemi ambientali", "La salute ambientale richiede pace, prosperità, e continuità," "La tecnologia può far bene all'ambiente", e (forse il più famoso),  "L'informazione vuol essere libera. L'informazione vuole anche essere costosa. L'informazione vuol essere libera perché è diventata così facile da distribuire, copiare e ricombinare – troppo poco costosa per poterla misurare. Vuole essere costosa perché può essere incredibilmente utile a chi la riceve. La tensione non sparirà mai. Porta al dibattito stringente e senza fine sul prezzo, il copyright, la proprietà intellettuale, il diritto morale alla distribuzione, perché ogni volta che arrivano nuovi strumenti la tensione cresce, non diminuisce.” (Discorso alla prima Hackers' Conference poi stampato nel maggio 1985 su Whole Earth Review. Divenne anche parte del suo libro The Media Lab: Inventing the Future at MIT, pubblicato nel 1987.)

## Attività

### Pubblicazioni e progetti
Stewart Brand ha fondato le seguenti istituzioni:
- Whole Earth Catalog in 1968
- CoEvolution Quarterly in 1974, che deriva da The Whole Earth Catalog.
- Point Foundation
- Global Business Network (cofondatore)
- The WELL in 1985, con Larry Brilliant
- Hacker's Conference
- Long Now Foundation nel 1996, con lo scienziato informatico Danny Hillis— uno dei progetti della fondazione è di costruire un orologio per 10 000 anni, il Clock of the Long Now

### Opere
- II Cybernetic Frontiers, 1974, ISBN 0-394-49283-8 (hardcover), ISBN 0-394-70689-7 (paperback)
- The Media Lab: Inventing the Future at MIT, 1987, ISBN 0-670-81442-3 (hardcover); 1988, ISBN 0-14-009701-5 (paperback)
- How Buildings Learn: What Happens After They're Built, 1994. ISBN 0-670-83515-3
- The Clock of the Long Now: Time and Responsibility, 1999. ISBN 0-465-04512-X
- Il Lungo Presente: Tempo e responsabilità, 2009. ISBN 978-88-6261-033-9
- Una cura per la Terra. Manifesto di un ecopragmatista, 2010, ISBN 978-88-7578-167-5

### Attività di editor o co-editor
- The Whole Earth Catalog (original editor, vincitore del National Book Award, 1972)
- Whole Earth Epilog: Access to Tools, 1974, ISBN 0-14-003950-3
- The (Updated) Last Whole Earth Catalog: Access to Tools, 16ª edizione, 1975, ISBN 0-14-003544-3
- Space Colonies, Whole Earth Catalog, 1977, ISBN 0-14-004805-7
- As co-editor with J. Baldwin: Soft-Tech, 1978, ISBN 0-14-004806-5
- The Next Whole Earth Catalog: Access to Tools, 1980, ISBN 0-394-73951-5;
- The Next Whole Earth Catalog: Access to Tools, 2ª edizione riveduta, 1981, ISBN 0-394-70776-1
- Come editor: Whole Earth Software Catalog, 1984, ISBN 0-385-19166-9
- Come editor: Whole Earth Software Catalog for 1986, "2.0 edition" of above title, 1985, ISBN 0-385-23301-9
- Come co-editor con Art Kleiner: News That Stayed News, 1974-1984: Ten Years of CoEvolution Quarterly, 1986, ISBN 0-86547-201-7 (hardcover), ISBN 0-86547-202-5 (paperback)
- Introduzione di Brand: The Essential Whole Earth Catalog: Access to Tools and Ideas (Introduzione di Brand), 1986, ISBN 0-385-23641-7
- Prefazione by Brand: Signal: Communication Tools for the Information Age, editore: Kevin Kelly, 1988, ISBN 0-517-57084-X
- Prefazione di Brand: The Fringes of Reason: A Whole Earth Catalog, editor: Ted Schultz, 1989, ISBN 0-517-57165-X
- Prefazione di Brand: Whole Earth Ecolog: The Best of Environmental Tools & Ideas, editor: J. Baldwin, 1990, ISBN 0-517-57658-9